# Internationale Katholische Migrationskommission
Die Internationale Katholische Migrationskommission (en.: International Catholic Migration Commission, allgemein gebräuchliche Abkürzung: ICMC; fr.: Commission Internationale Catholique pour les Migrations, Abkürzung: CICM) ist eine internationale Organisation in der römisch-katholischen Kirche. Sie wurde 1951 gegründet und vom Heiligen Stuhl als eine internationale katholische Vereinigung von Gläubigen anerkannt. Sie besitzt den Status einer Nichtregierungsorganisation. In dieser Funktion hat sie beratenden Sitz im Wirtschafts- und Sozialrat der Vereinten Nationen, der UNESCO, der Internationalen Organisation für Arbeit, dem Europäischen Rat und dem Hochkommissar der Vereinten Nationen für die Flüchtlinge. Innerhalb der Kurie arbeitet sie mit dem Päpstlichen Rat der Seelsorge für die Migranten und Menschen unterwegs und dem Päpstlichen Rat für die Laien eng und interdisziplinär zusammen.

## Geschichte
Die Gründungsinitiative geht auf den italienischen Priester Luigi Ligutti (1895–1983) und dem deutschen Politiker Johannes Schauff (1902–1990) zurück. Sie schlugen dem damaligen Papst Pius XII. (1939–1958) vor, eine Organisation zu gründen, die sich um die Belange der Migranten bemühen sollte. Mit Unterstützung des späteren Papstes Paul VI. (1963–1978) wurde 1951 die „Migrationskommission“ gegründet. Sie gewann, unter den Auswirkungen der Flüchtlingsbewegungen nach dem Zweiten Weltkrieg, zunehmend an Bedeutung.

## Selbstverständnis
Die ICMC stellt ihre Arbeit in den Dienst von Flüchtlingen, das vorrangige Bestreben liegt in der Rettung von Menschen. Sie möchten aber auch zur Familienzusammenführung beitragen und den Neubeginn des gemeinsamen Lebens fördern. Grundlage aller Bemühungen ist die Annahme und Anwendung christlicher Prinzipien. Das Aufgabenspektrum umfasst: die Hilfeleistung in Notsituationen, den Beistand und Schutz für Frauen und Kinder bei Menschenhandel, juristischer Beistand, Aktionen, Berufsausbildung, Versorgung älterer Menschen und soziale Dienst für Behinderte. Gemeinsam will die Kommission einen Beitrag für die Erziehung  zur Solidarität und Toleranz leisten.

## Organisation und Ausweitung

### Überblick
Zur ICMC zählen 172 Vereinigungen und Tochtervereinigungen, die sich in 65 Ländern präsentieren. Der Sitz ist in Genf; in New York City und Brüssel wird je ein Verbindungsbüro unterhalten und in 30 Ländern gibt es operative Kontaktstellen. Sie beschäftigt zwischen 180 und 200 hauptberufliche Mitarbeiter. Aus Deutschland ist die Migrationskommission der Deutschen Bischofskonferenz Mitglied.
Der leitende Rat der Kommission, setzt sich aus Vertretern der nationalen Bischofskonferenzen, die der Kommission beigetreten sind, zusammen. Hieraus konstituiert sich das Leitungskomitee, diesem gehören derzeit an: Präsident John M. Klink, USA

### Komiteemitglieder
- Christoph Kardinal Schönborn, Österreich
- Thomas Christopher Kardinal Collins, Kanada
- Óscar Andrés Kardinal Rodríguez Maradiaga SDB, Honduras
- John Kardinal Njue, Kenia
- Reinhard Kardinal Marx, Deutschland
- Seine Seligkeit Gregor III. Laham BS, Syrien
- Erzbischof Emilio Carlos Berlie Belaunzarán, Mexiko
- Erzbischof Samuel Joseph Aquila, USA
- Bischof Precioso Cantillas SDB, Philippinen
- Bischof Joseph Pibul Visitnondachai, Thailand
- Erzbischof Simon Ntamwana, Burundi
- Schwester Maryanne Loughry, Australien[3]

### Repräsentanten des Heiligen Stuhls
- Erzbischof Ivan Jurkovič, Ständiger Vertreter des Heiligen Stuhls beim Büro der Vereinten Nationen in Genf und Welthandelsorganisation.
- Erzbischof Joseph Kalathiparambil, Sekretär des Päpstlichen Rates der Seelsorge für die Migranten und Menschen unterwegs

### Berater
- Bischof Nicholas Anthony DiMarzio, USA
- Johnny Young, USA, Direktor der Flüchtlings- und Migrationsabteilung bei der US-amerikanischen Bischofskonferenz
- Monsignore Slawomir Dariusz Kawecki, Polen, Beauftragter für die polnischen Katholiken in der Schweiz[4]
- Schwester Janete Ferreira, Ecuador, Bischofskonferenz Ecuador
- Bernard Ryelandt, Belgien, Leiter des Verbindungsbüros Europa in Brüssel[5]